# Hydroptila xera
Hydroptila xera är en nattsländeart som beskrevs av Ross 1938. Hydroptila xera ingår i släktet Hydroptila och familjen smånattsländor. Inga underarter finns listade i Catalogue of Life.